# Гарматюк Анатолій Панасович
Гарматю́к Анато́лій Пана́сович (нар. 14 січня 1936, Мигалівці, Барський район — пом. 28 січня 2006) — український письменник, 1986-го року нагороджений Грамотою Президії Верховної Ради УРСР, лауреат літературних премій імені Степана Олійника, Микити Годованця та Степана Руданського.

## Життєпис
Походить з сім'ї вчителів. Навчався в школах Хмелівки (Хмельниччина), родина там перебувала в часі нацистсько-радянської війни), з 1946 — в Ужгороді, закінчив шкільну науку 1949 року в Чорткові.
Літературний шлях розпочав ще в школі, 1953 року вийшов друком перший вірш — у Чортківській районній газеті «Нове життя».
1958 року з відзнакою здобув у Київському політехнічному інституті освіту гірничого інженера. Працював за фахом на кам'яних кар'єрах у селі Колиндяни Чортківського району, а потім в Скалі-Подільській Борщівського; інженером гірничого відділу проектного інституту «Сталіндіпрошахт» («Донецькдіпрошахт»).
В 1960 році у Донецьку познайомився з сатириком і гумористом Степаном Івановичем Олійником, по зустрічі на все життя визначився з жанром гумору і сатири. В швидкому часі по тому знайомиться із Василем Захарченком, Олегом Комаром (Орачем), Володимиром Міщенком, Василем Стусом, Анатолієм Лазоренком, Миколою Колісником, Миколою Хижняком.
Весною 1961 року полишає інженерну працю і переходить в журналістику — кореспондент Донецького обласного радіо, працював в колективі з Миколою Колісником, Володимиром Міщенком, Анатолієм Лазаренком.
Протягом 1963—1972 років — редактор виробничо-технічної літератури видавництва «Донбас».
1963 року виходить його дебютна гумористична збірка «Проти шерсті».
В 1966 році виходить його друга збірка — «Лисяча наука»; готував документи для вступу в Спілку письменників, рекомендували його письменники Андрій Клоччя, Євген Летюк, Павло Шадур.
У 1967 року потрапив під «зачистки», звинувачений в «антирадянській діяльності» та «націоналізмі», робилися обшуки (в квартирі якого зберігалася заборонена література і проводилися збори української патріотичної молоді). Від арешту врятував дзвінок Василя Стуса: «Нічого вдома не тримай. Зберігай у родичів або знайомих». Доказів не знайшли, Гарматюка колектив видавництва «Донбас» взяв на поруки.
1969 року здобуває освіту філолога в Донецькому державному університеті.
В кінці 1972 року з родиною переїздить до Вінниці; ні в газети, ні на радіо його на роботу не взяли, працював в Облспоживспілці, влаштувався інженером у Вінницьку міжрегіональну лабораторію «Держстандарт».
1973 року ще раз подавав заяву про прийняття його до Спілки письменників. Її розгляд знову закінчився засудженням його «ідеологічних збочень».
З 1975 по 1991 рік — завідувач Кабінету молодого автора Вінницької організації Спілки письменників України, керував літературною студією «Сонячні кларнети» Вінницького ДПЗ-18.
Членом Спілки письменників став лише у 1982 році.
З 1992 року на творчій роботі.

## Творчий здобуток
Його твори увійшли до шкільних хрестоматій та читанок,
- до антологічного зібрання «Поетична мініатюра» — 1963 , Київ,
- антологій «Українська радянська байка» — 1966, Київ,
- «Українська байка» — 1983,
- «Українська співомовка» — 1986,
- «Антологія української поезії» (том 6) — 1986, Київ,
- «Універсальний словник епіграм» («УСЕ») — 1998, Чернівці),
- антологія українського гумору «З ким сміється Україна» — упорядник В. Чемерис, Київ, 2009,
- антологічні збірники перекладів українського гумору російською «Созвездие улыбок» — 1988, Уфа,
- «Веселая ярмарка» — 1992, Москва.

Про нього згадується в «Українській літературній енциклопедії» — Київ, 1988. — Т.1, довіднику «Українське слово» — Едмонтон, 1990, «Тернопільському енциклопедичному словнику» — Тернопіль, 2004, Т. 1, «Енциклопедії Сучасної України» — Київ, видавництво НАН України, 2006. — Т. 5.
За його життя було видано 22 книги, як в Україні, так і в республіках СРСР. Після його смерті видані ще сім авторських книг, збірка спогадів Стусового кола «Де сила й тиск — там опір повсякчас» — 2007, книга пам'яті «Миті життя гумориста і сатирика Анатолія Гарматюка» — 2008.

## Відзнаки
Лауреат літературних премій імені Степана Олійника, Микити Годованця та Степана Руданського, один з переможців Першого республіканського фестивалю гумору і сатири «Вишневі усмішки» — 1980, кілька разів був переможцем республіканського конкурсу на найкращі літературні твори для естради.
2001 року став одним з переможців Всеукраїнського конкурсу «Байка-2001».

## Вшанування пам'яті
- У Чорткові на фасаді школи, в якій вчився Гарматюк, за рішенням сесії міської ради відкрита меморіальна дошка.
- З 2007 року у Вінниці проводиться щорічний конкурс гумору і сатири «Вінницька гуморина» імені А. П. Гарматюка.
- В Барському районі проводиться конкурс юних гумористів «Усміхніться, люди добрі!» імені А. П. Гарматюка.
- У 2011 році у селі Мигалівці Барського району Вінницької області, де народився Анатолій Гарматюк, у будівлі школи відкрито музей письменника. У 2017 році, рішенням Барської районної ради, мигалівецькій школі присвоєно звання — імені Анатолія Гарматюка, а на фасаді школи встановлено меморіальну дошку письменнику Анатолію Гарматюку.
- В журналі «Перець» № 2 за 1986 рік розміщено дружній шарж А. Арутюнянца, присвячений 50-річчю митця.[1]